# Benedictus Roefs
Benedictus Roefs (Deurne, 7 november 1828 - Londen, november 1871) was een componist die voornamelijk bekend is geworden vanwege zijn compositie uit 1862, geheten Mother Is The Battle Over?. Vermoedelijk schreef Benedict dit lied als protest tegen de Amerikaanse Burgeroorlog. Benedict woonde destijds in de Verenigde Staten van Amerika. Het grootste deel van zijn leven woonde hij in Londen, waar hij in 1871 stierf.
Benedict Roefs werd geboren als zoon van bakker Poulus H.Th. Roefs en diens echtgenote Henrica van de Mortel.